# Воган, Терри
Сэр Майкл Теренс Воган более известный, как Терри Воган (англ. Terry Wogan; 3 августа 1938, Лимерик — 31 января 2016, Таплоу, Бакингемшир) — ирландский и британский журналист, радио- и телеведущий, многолетний комментатор конкурса «Евровидение» в Великобритании.

## Биография

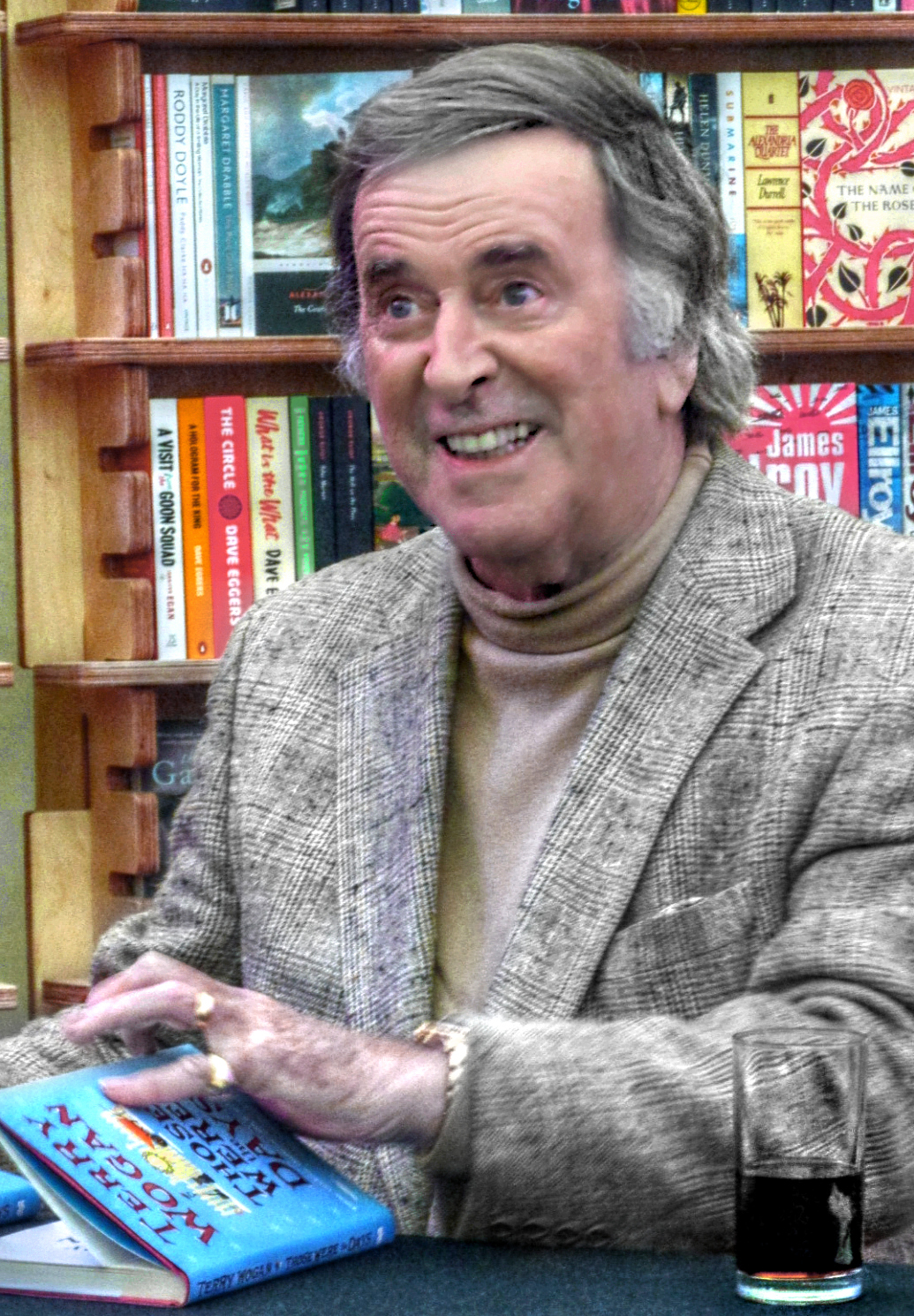

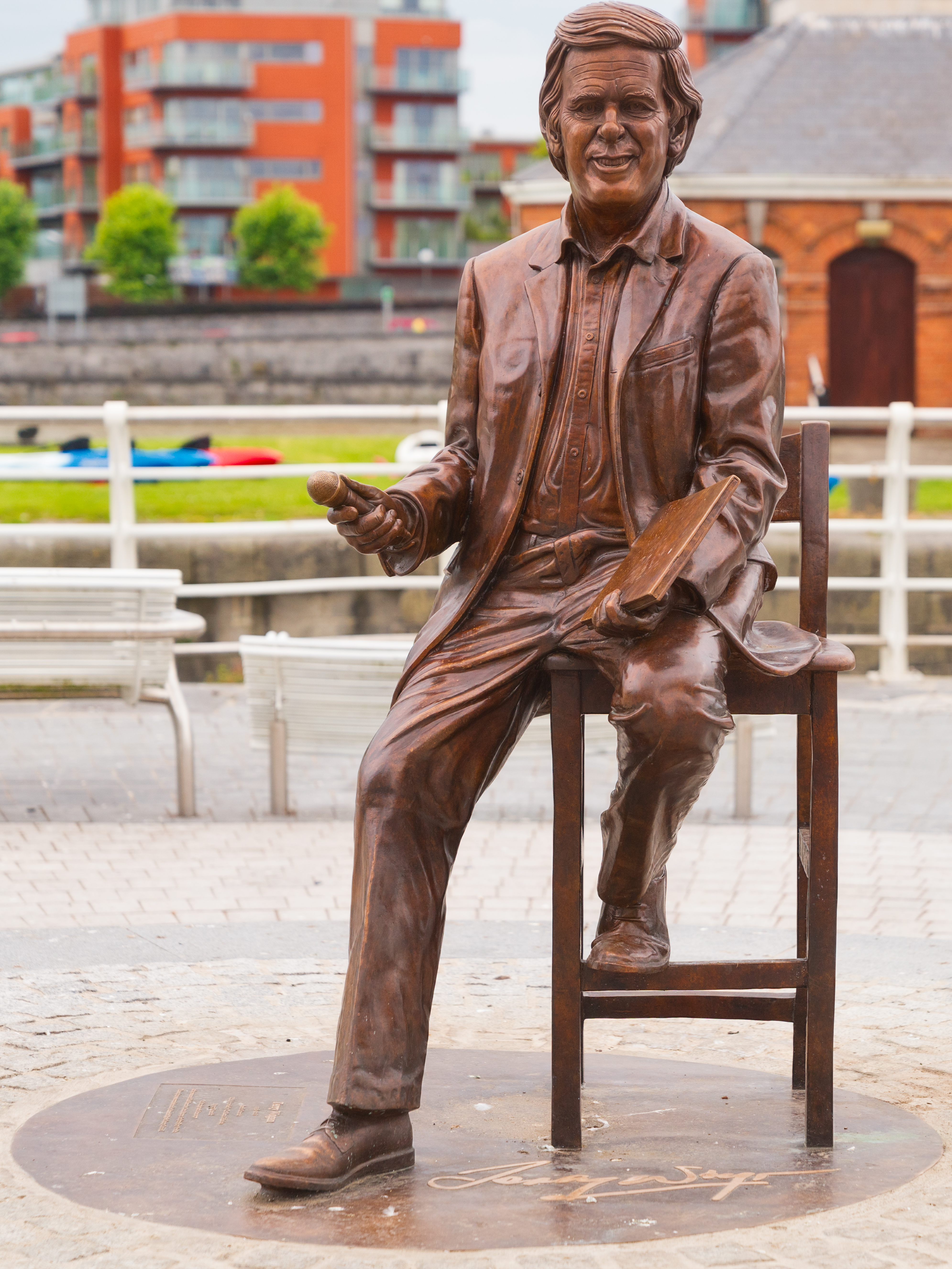
Памятник Терри Вогану в Лимерике

Ирландского происхождения. В молодости работал в дублинском отделении Bank of Ireland. По объявлению в газете устроился на работу в ирландскую вещательную корпорацию Raidió Teilifís Éireann, где сначала работал в отделе новостей и документальных фильмов. Через два года перешел в отдел развлечений. До 1967 года вёл викторину «Джекпот».
В 1965 году подал заявку на работу на BBC в качестве телеведущего на BBC Two. Однако ему было отказано, поскольку администрация сочла нецелесообразным нанимать его в качестве ведущего с ирландским акцентом. Вернувшися на BBC, с 1966 года был телеведущим шоу Midday Spin на BBC Radio 1.
Со временем стал одним из ведущих сотрудников BBC Radio 1. С апреля 1972 по 1984 год и с 1993 по 2009 год Терри Воган представлял утреннее шоу (Wake Up to Wogan) на BBC Radio 2. С 2010 по 2015 год вёл воскресное утреннее шоу Weekend Wogan.
Был одним из основателей благотворительной программы BBC Children in Need (нуждающиеся дети), которую он регулярно представлял с 1980 по 2014 год. В 2015 году по состоянию здоровья ушёл из шоу.
Известен своими ироничными и саркастическими комментариями, в частности, о конкурсе песни «Евровидение», который он комментировал на радио с 1971 года и на телевидении BBC с 1973 года. Вёл с Ульрикой Йонссон конкурс песни «Евровидение-1998».
С 1978 года также регулярно представлял британский предварительный тур конкурса. В августе 2008 года объявил, что больше не будет комментировать «Евровидение».

## Награды
В 1997 году был награждён орденом Британской империи

## Личная жизнь
Был женат с 1965 года, имел двух сыновей и дочь.
Умер от рака.